# Empire-Pym-Typ
Der Empire-Pym-Typ war ein Serien-Tankschiffstyp, der während des Zweiten Weltkriegs auf britischen Werften gebaut wurde. Die Einheiten zählen zur Gruppe der Empire-Schiffe.

## Beschreibung
Die Serie wurde im Auftrag des Ministry of War Transport (MOWT) gebaut, um nach der Landung in der Normandie schnellen Zugang mit Versorgungstankern zu französischen Häfen zu bekommen. Die Serie war nach dem Typschiff Empire Pym benannt. Der Entwurf der Empire-Pym-Standardtanker mit einer Länge von rund 92 Metern, einer Tragfähigkeit von rund 3300 Tonnen, etwas vor mittschiffs angeordneten Aufbauten und achtern gelegenem Maschinenraum glich zeitgenössischen Tankschiffen. Der Schiffsrumpf einen von der Back unter dem Deckshaus durchgezogenen und bis zur erhöhten Poop reichenden deutlich über das Hauptdeck hinausreichenden Trunk. Als Antriebsanlage diente jeweils eine Dreifachexpansions-Dampfmaschine. Alle Einheiten wurden 1944/45 abgeliefert und erhielten zweiteilige Namen mit Empire und einem angehängten Begriff. Die Bauserie von insgesamt 4 Einheiten wurde von der Grangemouth Dockyard Company in Grangemouth und der Blythswood Shipbuilding Company in Glasgow durchgeführt.

## Die Schiffe
| Empire-Pym-Typ   | Empire-Pym-Typ     | Empire-Pym-Typ | Empire-Pym-Typ                                                                                       |
| Bauname          | Bauwerft/Baunummer | Ablieferung    | Spätere Namen und Verbleib                                                                           |
| ---------------- | ------------------ | -------------- | --- |
| Empire Pym       | Grangemouth/448    | 1944           | 1946 Refast, 1953 Cassian, 1954 Mobilsud, 1964 Janson, 1966 Capo Mannu, 1980 in Italien verschrottet |
| Empire Roseberry | Blythswood/77      | 1944           | am 24. August 1944 vor der Normandie durch Seemine gesunken                                          |
| Empire Jewel     | Grangemouth/462    | 1945           | 1946 Fossarus, 1960 in Singapur verschrottet                                                         |
| Empire Jumna     | Grangemouth/458    | 1945           | 1946 Fossularca, 1964 verschrottet                                                                   |
| Daten:           |                    |                | |